# Morti nell'836
| Questa pagina contiene informazioni ricavate automaticamente dalle voci biografiche con l'ausilio del template Bio e di un bot. L'aggiornamento è periodico e automatico e ricostruisce completamente la pagina. Se manca una persona in questa lista, sei pregato di non aggiungerla, ma accertati piuttosto che la sua voce biografica contenga il template Bio e che i dati anagrafici siano correttamente compilati. Se il template Bio manca, inseriscilo tu stesso o, in alternativa, metti l'avviso {{tmp\|Bio}} che ne segnala la mancanza. Se i dati riportati sono sbagliati, correggi direttamente la voce biografica; le modifiche saranno visibili in questa lista entro pochi giorni. Per chiarimenti vedi il progetto biografie. La lista contiene solo le 8 persone che sono citate nell'enciclopedia e per le quali è stato implementato correttamente il template Bio. Pagina aggiornata al 18 giu 2025. |

- 17 marzo - Heito, monaco cristiano svevo
- 31 agosto - Wala, abate franco (n. 755)
- Aznar I Sánchez, sovrano francese
- Lamberto I di Nantes, nobile franco
- Malamir di Bulgaria, sovrano bulgaro
- Matfrid I, nobile franco
- Muhammad ibn Idris, sultano marocchino
- Giovanni I Partecipazio, doge